# Waterloo (Ontário)
Waterloo é uma cidade da província canadense de Ontário. A cidade faz parte da Municipalidade Regional de Waterloo. Esta região administrativa está centralizada em um triângulo metropolitano que inclui Kitchener e Cambridge. Sua população é de aproximadamente 103 mil habitantes, a maioria de ascendência alemã.
Waterloo foi fundada em 1804, ganhando seu nome atual em 1816, em referência à Batalha de Waterloo que ocorreu na Europa, em 1815. A cidade de Waterloo é também sede de duas universidades de alto nível,  a Universidade de Waterloo e a Universidade Wilfrid Laurier. A cidade possui um forte centro industrial de alta tecnologia. A maior fonte de renda da cidade é a fabricação de computadores e produtos eletrônicos, seguida pelo fornecimento de serviços educacionais (Waterloo é um grande pólo educacional, sediando várias universidades e faculdades de renome) e pela fabricação de cerveja.
Waterloo sedia, juntamente com sua cidade vizinha de Kitchener, a maior Oktoberfest do mundo fora da Alemanha. Cerca de 700 mil pessoas atendem à festividade que ocorre anualmente no início de outubro.